# Bugatti EB112
La Bugatti EB112 est un prototype d'automobile d'élite de Bugatti Automobili SpA conçu entre 1993 et 1995.

## Historique
La Bugatti EB112 est dévoilée en mars 1993 (18 mois après le lancement de la Bugatti EB110) au Salon international de l'automobile de Genève. Au salon de Genève 1993, une maquette à l'échelle 1/1 de l'EB 112 est présentée.

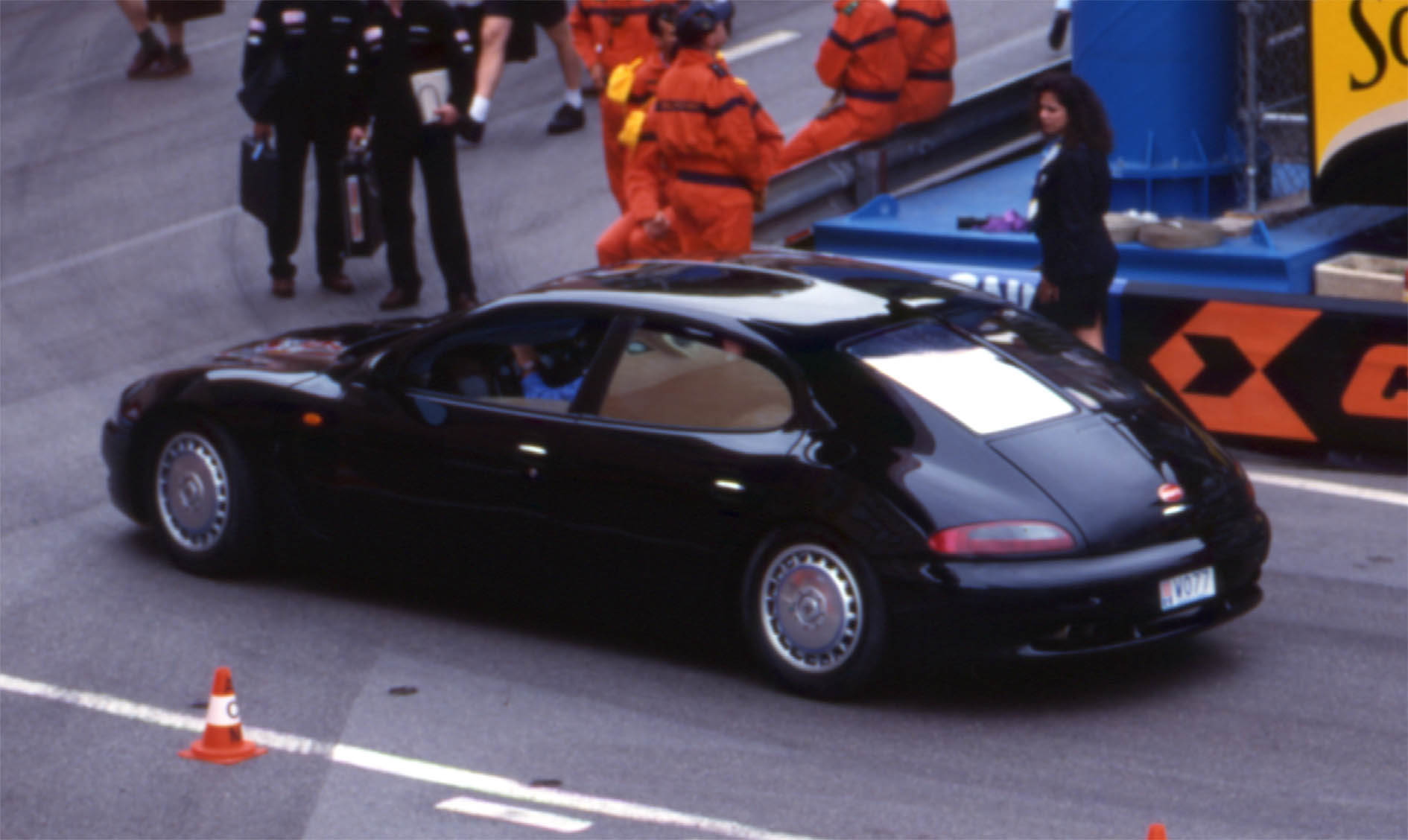
Bugatti EB112, exemplaire appartenant à Gildo Pallanca Pastor (propriétaire et patron de Venturi).

L'idée initiale était de concevoir une berline 4 portes avec un V8 de Porsche 928. Mais cette idée sera rapidement abandonnée, à la place c'est le V12 de l'EB110 qui sera utilisé mais ses turbos seront retirés.
L'auto aurait dû être lancée pour l'année 1996, Malheureusement la société Bugatti Automobili SpA tombera en faillite en 1995. Cette fabuleuse berline n'a donc jamais été mise en production. Gildo Pallanca Pastor (actuel patron de Venturi) récupère les quatre EB 112 de présérie, inachevées, afin d'en faire deux voitures roulantes dans son atelier Monaco Racing Team. La Bugatti EB112 de couleur Bordeaux sera exposée au musée Italdesign en Italie. Les deux modèles roulant seront terminés en 2000. Gildo Pastor en garde un exemplaire anthracite, le modèle noir sera quant à lui vendu à un milliardaire russe.
Il existe également un troisième exemplaire qui est en fait le prototype de présentation, il s'agit d'une voiture fonctionnelle qui réside dans un musée à l'heure actuelle.

## Carrosserie
Malgré un gabarit imposant, 3,10 mètres d'empattement et 5,10 mètres en longueur, le designer Giorgetto Giugiaro a su créer une impression de légèreté et d'agilité en affinant la proue et la poupe du véhicule. Romano Artioli explique qu'il avait demandé à Giugiaro de prendre comme modèle la Bugatti Atlantic. L'arête dorsale, qui court sur toute la longueur de l'EB 112 à la manière de la Bugatti Atlantic 57S de 1936 dessinée par Jean Bugatti, accentue cette impression de finesse, tandis que le pavillon est prolongé par de superbes custodes. Autre référence à la tradition, la voiture reçoit des roues de 17 pouces qui s'inspirent de la Bugatti Royale. La EB 112 est dotée d'un châssis en carbone, d'une carrosserie en aluminium et d'un intérieur grand luxe.

## Moteur et performances
Le moteur V12 de six litres à cinq soupapes par cylindre, qui développe 455 chevaux et est installé en position centrale avant, est une version non suralimentée du moteur de la Bugatti EB110. Il permet à l'EB112 d'être la berline la plus rapide du monde à l'annonce de sa sortie, avec une vitesse de 300 km/h et une accélération de 0 à 100 km/h en 4,4 secondes. La transmission est intégrale et la boîte de vitesses compte six rapports.

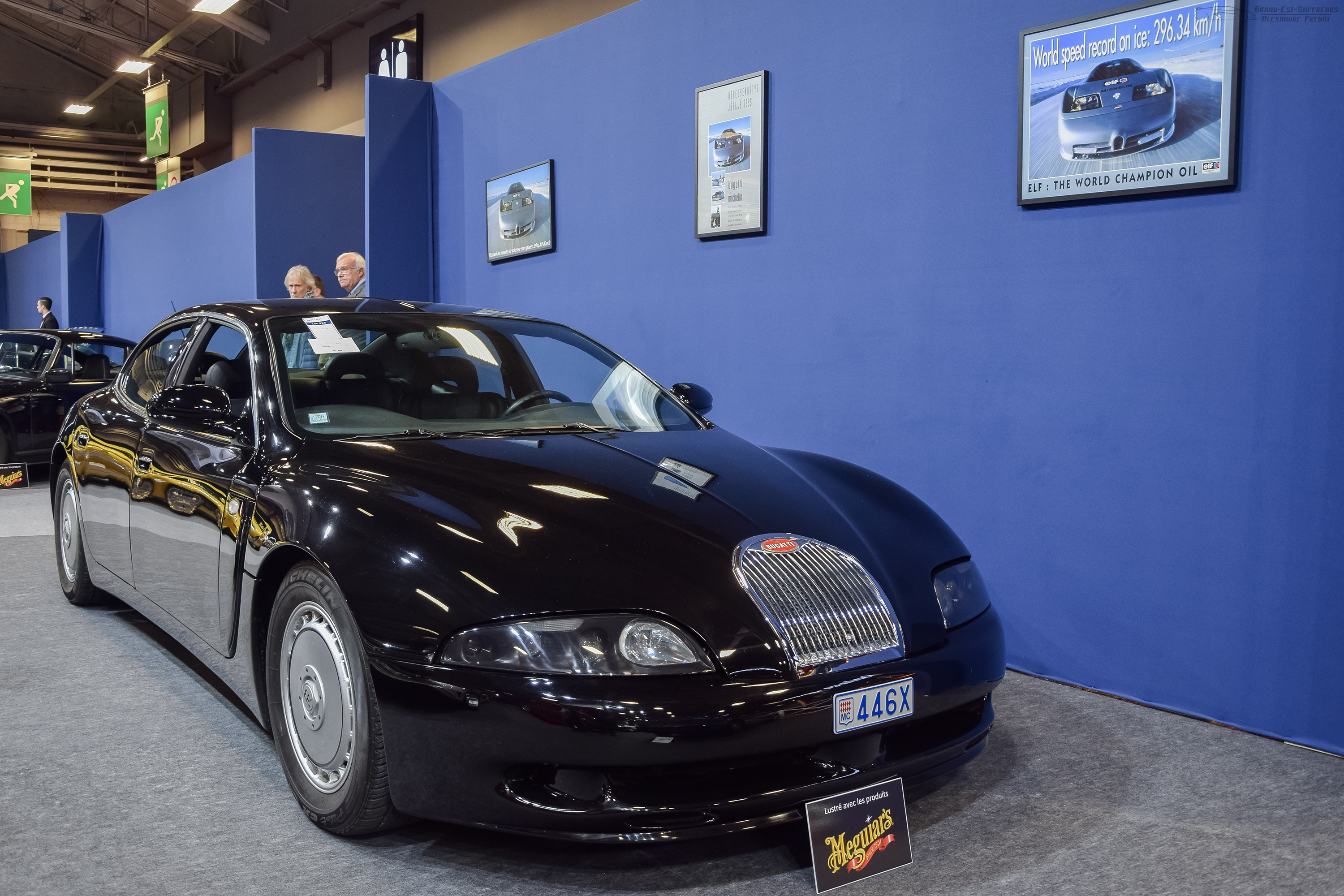
Bugatti EB112